# (466956) 2016 AO129
(466956) 2016 AO129 es un asteroide perteneciente al cinturón de asteroides, descubierto el 30 de agosto de 2005 por el equipo Spacewatch desde el Observatorio Nacional de Kitt Peak (Arizona, Estados Unidos).